# Rue Poirier-de-Narçay
La rue Poirier-de-Narçay est une voie du 14e arrondissement de Paris, en France.

## Situation et accès
La rue Poirier-de-Narçay est une voie publique située dans le 14e arrondissement de Paris. Elle débute au 130 bis, avenue du Général-Leclerc et se termine au 25, rue Friant.

## Origine du nom
Elle porte le nom de l'homme politique français Robert Poirier de Narçay (1859-1918).

## Historique
Cette rue est ouverte en 1902 sous le nom de « rue Jean-Vaury », du nom du propriétaire du terrain sur lequel la voie est ouverte ; elle prend le nom « d'Orléans » en 1913, avant d'être nommée « rue Poirier-de-Narçay » par arrêté du 10 mai 1933.